# 니시구 (삿포로시)
니시구(일본어: 西区→서구)는 일본 홋카이도 삿포로시의 중심부 기준으로 서쪽에 있는 구이다. 삿포로시의 10개 구 중에서는 두 번째로 큰 면적을 가지고 있다.

## 지리
동부는 평탄하고 주택지, 상업지가 많으며 서부는 경사지가 계속되고 산들이 늘어서 있다. 북서부의 지반은 이탄지로, 농업에는 적합하지 않고 과거에는 목장이 많았다.
구 데이네정의 니시노, 후쿠이, 헤이와는 산간 지역이라 폭설이 내린다. 1973년경까지는 벼농사·밭농사를 하고 있었지만 지금은 주택지가 되었다. 하치켄, 핫사무는 강풍 지역이다. 특히 겨울에는 이시카리만에서 불어 오는 북풍이 차단되지 않기 때문에 주택가이지만 심한 바람이 분다.
니시구의 최고봉은 데이네구와 이분하고 있는 데이네산(1,037.3m)이다. 데이네산은 곰의 서식지이며, 특히 니시노 지구는 산을 깎아 택지화를 진행했기 때문에 종종 큰 곰이 주택지에 출몰해 농작물이나 인가의 쓰레기 등에 피해를 주고 있다.

### 인접한 자치체
- 삿포로시
  - 주오구, 기타구, 미나미구, 데이네구

## 역사
니시구의 역사는 신사가 창건되고 도로를 개척해 막부의 신하가 이주한 에도 시대로 거슬러 올라간다. 이후 홋카이도 11국 86군이 제정되어 이시카리국 삿포로군에 속했다.
- 1906년 - 삿포로군의 고토니촌·핫사무촌·시노로촌(일부)이 합병해 고토니촌이 설치되었다.
- 1942년 - 고토니촌이 정으로 승격해 고토니정이 되었다.
- 1955년 - 고토니정이 삿포로시와 합병하였다.
- 1967년 - 데이제정이 삿포로시와 합병하였다.
- 1972년 - 삿포로시가 정령지정도시로 지정되면서 니시구가 설치되었다.
- 1989년 - 니시구에서 데이네구가 분구되었다.

## 인구
- 1975년 - 191,816명
- 1980년 - 236,035명
- 1985년 - 269,450명
  - 1989년 데이네구가 분구
- 1990년 - 190,807명
- 1995년 - 194,308명
- 2000년 - 199,385명
- 2005년 - 207,329명
- 2010년 - 211,229명
- 2015년 - 213,578명
- 2020년 - 217,040명

## 교통

### 철도
- 홋카이도 여객철도
  - 하코다테 본선
  - 삿쇼선

- 삿포로시 교통국(삿포로 시영 지하철)
  - 도자이선

### 도로
- 삿손 자동차도
- 국도 5호선